# Ernesto Augusto di Schleswig-Holstein-Sonderburg-Augustenburg
Ernesto Augusto di Schleswig-Holstein-Sonderburg-Augustenburg (30 ottobre 1660 – 12 marzo 1731) era il terzo figlio maschio del duca Ernest Günther e di sua moglie, la duchessa Augusta di Schleswig-Holstein-Sonderburg-Glücksburg.
Si convertì al cattolicesimo e diventò canonico a Strasburgo, ma in seguitò tornò al luteranesimo.
Nel 1692, succedette al fratello Federico, morto senza figli, come duca di Augustenburg. Nel 1695 sposò la baronessa Maria Theresia von Weinberg. Anche il suo matrimonio fu senza figli, ed alla sua morte gli succedette il nipote Cristiano Augusto.

## Ascendenza
|                                                                         |                                                           |                                                            | Genitori                                                  |  |  | Nonni |  |  | Bisnonni                                           |  |  | Trisnonni                          |  |
|                                                                         |                                                           |                                                            |                                                           |  |  |       |  |  | 8. Johann, I duca di Schleswig-Holstein-Sonderburg |  |  | 16. Christian III, re di Danimarca |  |
|                                                                         |                                                           |                                                            |                                                           |  |  |       |  |  | 8. Johann, I duca di Schleswig-Holstein-Sonderburg |  |  | 16. Christian III, re di Danimarca |  |
|                                                                         |                                                           | 17. duchessa Dorothea von Sachsen-Lauenburg                |                                                           |  |  |       |  |  | 8. Johann, I duca di Schleswig-Holstein-Sonderburg |  |  |                                    |  |
| 4. Alexander, II duca di Schleswig-Holstein-Sonderburg                  |                                                           |                                                            |                                                           |  |  |       |  |  | 8. Johann, I duca di Schleswig-Holstein-Sonderburg |  |  |                                    |  |
|                                                                         |                                                           | 9. principessa Lisbeth von Braunschweig-Grubenhagen        | 18. Ernst III, VIII duca di Brunswick-Grubenhagen         |  |  |       |  |  |                                                    |  |  |                                    |  |
|                                                                         |                                                           | 9. principessa Lisbeth von Braunschweig-Grubenhagen        | 18. Ernst III, VIII duca di Brunswick-Grubenhagen         |  |  |       |  |  |                                                    |  |  |                                    |  |
|                                                                         |                                                           | 9. principessa Lisbeth von Braunschweig-Grubenhagen        | 19. duchessa Margarete von Pommern-Wolgast                |  |  |       |  |  |                                                    |  |  |                                    |  |
| 2. Ernst Günther, I duca di Schleswig-Holstein-Sonderburg-Augustenburg  |                                                           | 9. principessa Lisbeth von Braunschweig-Grubenhagen        |                                                           |  |  |       |  |  |                                                    |  |  |                                    |  |
|                                                                         |                                                           | 10. Johann Günther I, I conte di Schwarzburg-Sondershausen | 20. Günther XL, I conte di Schwarzburg                    |  |  |       |  |  |                                                    |  |  |                                    |  |
|                                                                         |                                                           | 10. Johann Günther I, I conte di Schwarzburg-Sondershausen | 20. Günther XL, I conte di Schwarzburg                    |  |  |       |  |  |                                                    |  |  |                                    |  |
|                                                                         |                                                           | 10. Johann Günther I, I conte di Schwarzburg-Sondershausen | 21. contessa Elisabeth von Isenburg-Büdingen-Wächtersbach |  |  |       |  |  |                                                    |  |  |                                    |  |
| 5. contessa Dorothea von Schwarzburg-Sondershausen                      |                                                           | 10. Johann Günther I, I conte di Schwarzburg-Sondershausen |                                                           |  |  |       |  |  |                                                    |  |  |                                    |  |
|                                                                         |                                                           | 11. contessa Anna von Oldenburg                            | 22. Anton I, IV conte di Oldenburg                        |  |  |       |  |  |                                                    |  |  |                                    |  |
|                                                                         |                                                           | 11. contessa Anna von Oldenburg                            | 22. Anton I, IV conte di Oldenburg                        |  |  |       |  |  |                                                    |  |  |                                    |  |
|                                                                         |                                                           | 11. contessa Anna von Oldenburg                            | 23. duchessa Sofie von Sachsen-Lauenburg                  |  |  |       |  |  |                                                    |  |  |                                    |  |
| 1. Ernst August, III duca di Schleswig-Holstein-Sonderburg-Augustenburg |                                                           | 11. contessa Anna von Oldenburg                            |                                                           |  |  |       |  |  |                                                    |  |  |                                    |  |
|                                                                         | 12. Johann, I duca di Schleswig-Holstein-Sonderburg (= 8) | 24. Christian III, re di Danimarca (= 16)                  |                                                           |  |  |       |  |  |                                                    |  |  |                                    |  |
|                                                                         | 12. Johann, I duca di Schleswig-Holstein-Sonderburg (= 8) | 24. Christian III, re di Danimarca (= 16)                  |                                                           |  |  |       |  |  |                                                    |  |  |                                    |  |
|                                                                         | 12. Johann, I duca di Schleswig-Holstein-Sonderburg (= 8) | 25. principessa Dorothea von Sachsen-Lauenburg (= 17)      |                                                           |  |  |       |  |  |                                                    |  |  |                                    |  |
| 6. Philipp, I duca di Schleswig-Holstein-Sonderburg-Glücksburg          | 12. Johann, I duca di Schleswig-Holstein-Sonderburg (= 8) |                                                            |                                                           |  |  |       |  |  |                                                    |  |  |                                    |  |
|                                                                         |                                                           | 13. principessa Lisbeth von Braunschweig-Grubenhagen (= 9) | 26. Ernst III, VIII duca di Brunswick-Grubenhagen (= 18)  |  |  |       |  |  |                                                    |  |  |                                    |  |
|                                                                         |                                                           | 13. principessa Lisbeth von Braunschweig-Grubenhagen (= 9) | 26. Ernst III, VIII duca di Brunswick-Grubenhagen (= 18)  |  |  |       |  |  |                                                    |  |  |                                    |  |
|                                                                         |                                                           | 13. principessa Lisbeth von Braunschweig-Grubenhagen (= 9) | 27. duchessa Margarete von Pommern-Wolgast (= 19)         |  |  |       |  |  |                                                    |  |  |                                    |  |
| 3. duchessa Auguste von Holstein-Sonderburg-Glücksburg                  |                                                           | 13. principessa Lisbeth von Braunschweig-Grubenhagen (= 9) |                                                           |  |  |       |  |  |                                                    |  |  |                                    |  |
|                                                                         |                                                           | 14. Franz II, VI duca di Sassonia-Lauenburg                | 28. Franz I, V duca di Sassonia-Lauenburg                 |  |  |       |  |  |                                                    |  |  |                                    |  |
|                                                                         |                                                           | 14. Franz II, VI duca di Sassonia-Lauenburg                | 28. Franz I, V duca di Sassonia-Lauenburg                 |  |  |       |  |  |                                                    |  |  |                                    |  |
|                                                                         |                                                           | 14. Franz II, VI duca di Sassonia-Lauenburg                | 29. principessa Sibylle von Sachsen                       |  |  |       |  |  |                                                    |  |  |                                    |  |
| 7. duchessa Sophie Hedwig von Sachsen-Lauenburg                         |                                                           | 14. Franz II, VI duca di Sassonia-Lauenburg                |                                                           |  |  |       |  |  |                                                    |  |  |                                    |  |
|                                                                         |                                                           | 15. principessa Maria von Braunschweig-Wolfenbüttel        | 30. Julius, III duca di Brunswick-Wolfenbüttel            |  |  |       |  |  |                                                    |  |  |                                    |  |
|                                                                         |                                                           | 15. principessa Maria von Braunschweig-Wolfenbüttel        | 30. Julius, III duca di Brunswick-Wolfenbüttel            |  |  |       |  |  |                                                    |  |  |                                    |  |
|                                                                         |                                                           | 15. principessa Maria von Braunschweig-Wolfenbüttel        | 31. margravia Hedwig von Brandenburg                      |  |  |       |  |  |                                                    |  |  |                                    |  |
|                                                                         |                                                           | 15. principessa Maria von Braunschweig-Wolfenbüttel        |                                                           |  |  |       |  |  |                                                    |  |  |                                    |  |